# Слони (пам'ятка природи)
Слони — геологічна пам'ятка природи місцевого значення. Об'єкт розташований на території Бобринецького району Кіровоградської області, поблизу с. Полум'яне.
Площа — 5 га, статус отриманий у 1992 році.